# Baptistische Bekenntnisse

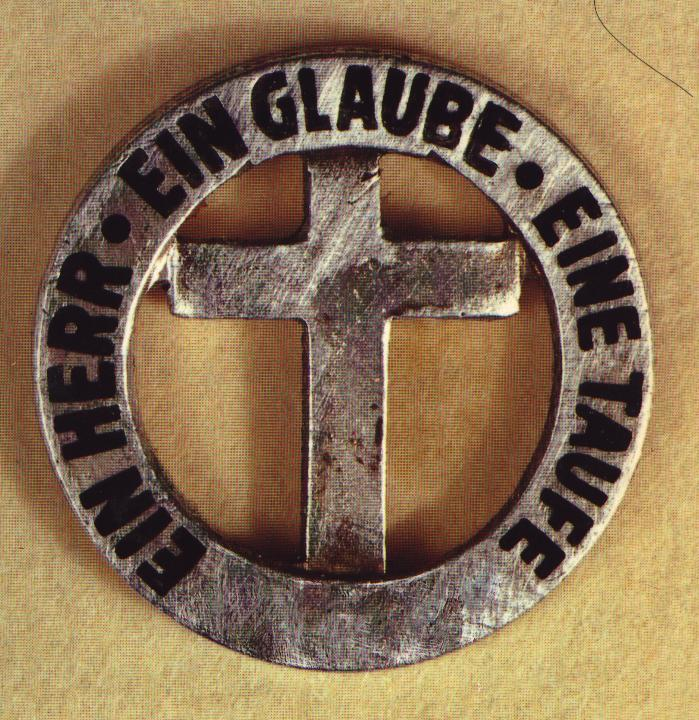
Anstecknadel deutscher Baptisten (um 1934)

Die baptistischen Kirchen haben in ihrer Geschichte eine Reihe von Glaubensbekenntnissen formuliert. Die ersten baptistischen Bekenntnisse entstanden vor allem aus zwei Gründen; zum einen dienten sie in den Auseinandersetzungen mit staatlichen und staatskirchlichen Behörden als Diskussionsgrundlage; zum anderen waren sie Hilfe im Gespräch und in der Sammlung bekenntnisverwandter Christen und Gemeinden. Die neueren Bekenntnisse werden vor allem in interkonfessionellen Begegnungen verwendet. In der gottesdienstlichen und katechetischen Praxis der Freikirche spielen sie eher eine untergeordnete Rolle. Häufiger wird auf biblische Bekenntnisse zurückgegriffen, wie z. B. „ein Herr, ein Glaube, eine Taufe“ (Eph 4,5 ) – siehe nebenstehendes Bild.

## Baptistisches Bekenntnis von 1677/1689 und seine historische Bedeutung
Bereits in der ersten Hälfte des 17. Jahrhunderts erwachsen auf dem Nährboden des separatistischen Puritanismus in England erste Baptistengemeinden. 1638 entsteht unter der Leitung von John Spilsbury im Londoner Stadtteil Wapping die erste Baptistengemeinde mit calvinistischen Glaubensüberzeugungen. Und nur wenige Jahre später veröffentlichen schließlich die Pastoren von dann bereits sieben calvinistischen Baptistengemeinden Londons das Erste Londoner Bekenntnis („First London Confession“) von 1644, meist zitiert nach der korrigierten zweiten Auflage von 1646, in dem sie sich klar von den arminianischen Glaubensüberzeugungen der etwas früher entstandenen „General Baptists“ und der kontinentaleuropäischen Anabaptisten distanzieren. Hieran lässt sich schon sehr deutlich erkennen, dass die historischen Wurzeln des calvinistischen Baptismus im Puritanismus zu finden sind und dass es praktisch keine historische oder theologische Verbindung zu den Anabaptisten Kontinentaleuropas gibt.
Diese theologische Verwurzelung im englischen Puritanismus zeigt sich dann auch in dem 1677 erstmals veröffentlichten Zweiten Londoner Bekenntnis („Second London Confession“).  Die beiden Ältesten der Petty-France-Gemeinde in London, William Collins und Nehemiah Coxe, hatten sich daran gemacht, ein neues baptistisches Glaubensbekenntnis zusammenzustellen. Dabei griffen sie stark auf das Bekenntnis von Westminster von 1646 zurück: Sie verwendeten zumeist die kongregationalistische Überarbeitung dieses Bekenntnisses, die Savoy-Erklärung von 1658. Auf diese Weise bringen William Collins und Nehemiah Coxe ihre Verbundenheit mit den anderen puritanischen Gläubigen zum Ausdruck. Sie scheuen sich nicht, die ausgefeilten Formulierungen ihrer Vorgänger zu übernehmen und an den Stellen zu modifizieren, an denen sie als Baptisten andere Überzeugungen haben, wie zum Beispiel in der Tauflehre, im Gemeindeverständnis, im Verständnis von der Gemeindeleitung oder in der Anwendung der Bundestheologie und des regulativen Prinzips im Gottesdienst.
Nach der Glorreichen Revolution von 1688 und dem Erlass des Toleranzgesetzes durch den neuen Regenten William III. von Oranien gelangen schließlich auch die englischen Baptisten zu mehr Freiheit. Sie berufen daraufhin für das Jahr 1689 eine allgemeine Versammlung der calvinistischen Baptistengemeinden ein, bei der das vorliegende Bekenntnis von über 100 Vertretern baptistischer Gemeinden aus England und Wales angenommen wird. Diese allgemeine Versammlung hat dem Bekenntnis denn auch seinen Namen verliehen: Baptistisches Glaubensbekenntnis von 1689.
Bis ins 19. Jahrhundert hinein bleibt dieses Glaubensbekenntnis die maßgebliche Bekenntnisgrundlage der calvinistischen Baptisten in der angelsächsischen Welt. Denn auch jenseits des Atlantiks hatten sich die Baptisten – mit gewissen Modifikationen – 1742 dieses Glaubensbekenntnis zu Eigen gemacht. Es erhält dort den Titel Philadelphia-Bekenntnis (“Philadelphia Confession”).
Doch im Laufe des 19. Jahrhunderts wird das baptistische Glaubensbekenntnis von 1689 immer mehr in den Hintergrund gedrängt. Schließlich weigert sich der englische Baptistenbund 1888 ausdrücklich, sich erneut auf dieses Bekenntnis zu verpflichten. Erst hundert Jahre später, in der zweiten Hälfte des 20. Jahrhunderts erlebt gerade dieses Glaubensbekenntnis eine Neubelebung, welche weit über den angelsächsischen Sprachraum hinausragt. Heute gibt es dieses Bekenntnis in vielen Übersetzungen, und weltweit lässt sich beobachten, wie sich immer mehr Baptistengemeinden erneut auf ebendieses Bekenntnis verpflichten.

## New Hampshire-Bekenntnis von 1833
Dieses Bekenntnis wurde 1833 von John Newton Brown verfasst und von der New Hampshire Baptistenkonvention angenommen.
I. Von der Heiligen Schrift
Wir glauben, dass die Bibel von heiligen Männern unter der Inspiration des Heiligen Geistes niedergeschrieben wurde und ein vollkommener Schatz himmlischer Unterweisungen ist; dass Gott ihr Autor ist; dass das Heil ihr Zweck ist und dass die Wahrheit ohne jeglichen Irrtum ihre Substanz ist; dass sie die Prinzipien offenbart, nach welchen Gott uns richten wird. Deshalb ist und bleibt die Bibel für immer der wahre Mittelpunkt christlicher Einheit und der höchste Maßstab, nach dem das menschliche Verhalten sowie alle Überzeugungen und Meinungen geprüft werden sollen.
II. Vom wahren Gott
Wir glauben, dass es nur einen einzigen wahren und lebendigen Gott gibt, ein unendlicher, intelligenter Geist mit Namen JAHWE, der Schöpfer und höchste Herrscher des Himmels und der Erde, unausdrücklich herrlich in Heiligkeit, und würdig aller möglichen Ehre, Treue und Liebe; dass die Einheit der Gottheit aus drei Personen besteht, dem Vater, dem Sohn und dem Heiligen Geist; dass sie gleichartig in ihrer göttlichen Vollkommenheit sind und in Harmonie miteinander unterschiedliche Funktionen im großen Werk der Erlösung ausüben.
III. Vom Fall des Menschen
Wir glauben, dass der Mensch in Heiligkeit geschaffen wurde unter dem Gesetz seines Schöpfers, aber durch freiwillige Übertretung fiel er von diesem seligen Zustand mit der Konsequenz, dass nun alle Menschen Sünder sind, nicht aus Zwang sondern aus freier Wahl. So besitzt der Mensch von Natur aus nicht die Heiligkeit, die das Gesetz Gottes fordert, sondern ist fest zum Bösen geneigt und deshalb unentschuldbar unter dem gerechten Urteil zum ewigem Ruin.
IV. Vom Heilsweg
Wir glauben, dass die Rettung des Sünders allein aus Gnade geschieht durch das stellvertretende Wirken des Sohnes Gottes, der nach der Bestimmung des Vaters freiwillig unsere Natur auf sich nahm jedoch ohne Sünde; dass er das Gesetz Gottes durch seinen persönlichen Gehorsam ehrte und durch seinen Tod eine vollständige Sühnung unserer Sünden erlangte; dass er, von den Toten auferstanden, nun auf seinem himmlischen Thron sitzt und in seiner wunderbaren Person das herzlichste Erbarmen mit der göttlichen Vollkommenheit vereint und daher in jeder Hinsicht geschickt ist, ein treuer, huldvoller und allein genügender Heiland zu sein.
V. Von der Rechtfertigung
Wir glauben, dass die Rechtfertigung der Segen des Evangeliums ist, den Christus denen erwirkt, die an ihn glauben; dass die Rechtfertigung die Vergebung der Sünden und die Verheißung des ewigen Lebens auf der Grundlage der Gerechtigkeit umfasst; dass die Rechtfertigung nicht in Anbetracht irgendwelcher Werke gewährt wird, die wir getan haben, sondern allein aus Glauben an das Blut des Erlösers und dass uns Gott kraft dieses Glaubens unverdient seine vollkommene Gerechtigkeit anrechnet; dass uns die Rechtfertigung in einen Zustand gesegneten Friedens und Wohlgefallens mit Gott bringt und uns jeden weiteren Segen garantiert, den wir für Zeit und Ewigkeit nötig haben.
VI. Von der Gabe des Heils
Wir glauben, dass der Segen des Heils (Errettung der Seele) umsonst ist für alle durch das Evangelium; dass es die umgehende Pflicht aller ist, diesen Segen mit herzlichem, bußfertigem und gehorsamem Glauben anzunehmen; und dass nichts die Errettung des größten Sünders auf Erden verhindert, als seiner eigenen innewohnenden Verderbtheit und seiner freiwilligen Ablehnung des Evangeliums, was ihn in eine schwere Verdammnis bringt.
VII. Von der Gnade in der Wiedergeburt
Wir glauben, dass Sünder erneuert oder von neuem geboren werden müssen, um errettet zu werden; dass die Wiedergeburt in der Verleihung einer neuen heiligen des Gesinnung besteht; dass sie durch den Heiligen Geist in Verbindung mit der göttlichen Wahrheit in einer Weise bewirkt wird, die über unsere Wahrnehmung hinausgeht, um so unseren freiwilligen Gehorsam zum Evangelium zu bewirken; und dass sie sich in den heiligen Früchten der Buße, des Glaubens und einem neuen Leben erzeigt.
VIII. Von der Buße und dem Glauben
Wir glauben, dass Buße und Glaube heilige Pflichten und auch untrennbare Tugenden sind, die in unserer Seele durch den regenerierenden Heiligen Geist gewirkt werden, wodurch wir uns, tief von unserer Schuld, Gefahr und Hilflosigkeit betroffen und vom Heilsweg Christi überzeugt, zu Gott wenden mit ungeheuchelter Reue, Bekennen unserer Sünden und Flehen um Barmherzigkeit und zugleich nehmen wir herzlich den Herrn Jesus Christus als unseren Propheten, Priester und König an und verlassen uns auf Ihn allein als unseren Erlöser.
IX. Von Gottes Vorsatz der Gnade
Wir glauben, dass die Auserwählung der ewige Vorsatz Gottes ist, gemäß dem er gnädig Sünder erneuert, heiligt und errettet; dass sie in Übereinstimmung mit dem freien Willen des Menschen alle Mittel in Verbindung mit dem Zweck umfasst; dass sie eine herrliche Schau Gottes höchster Güte ist, da sie unendlich frei, weise, heilig und unveränderlich ist; dass sie alles Prahlen völlig ausschließt und Demut, Gebet, Lob, Vertrauen auf Gott und aktive Nachahmung seiner freien Barmherzigkeit fördert; dass sie die Nutzung der Mittel im höchsten Maße fördert; dass sie durch ihre Wirkungen in allen, die wahrhaftig dem Evangelium glauben, zu erkennen ist; dass sie das Fundament der christlichen Heilsgewißheit ist; und dass es den größten Fleiß erfordert und verdient, um sie für uns festzumachen.
X. Von der Heiligung
Wir glauben, dass die Heiligung der Prozess ist, durch den wir nach dem Willen Gottes Anteilnehmer seiner Heiligkeit werden; dass sie ein fortlaufendes Werk ist; dass sie mit der Wiedergeburt beginnt; und dass sie sich im Herzen des Gläubigen vollzieht durch die Gegenwart und Kraft des Heiligen Geistes, dem Versiegler und Tröster, im kontinuierlichen Gebrauch der dazu bestimmten Mittel, wozu besonders das Wort Gottes, Selbsterforschung, Selbstverleugnung, Wachsamkeit und Gebet zählen.
XI. Vom Beharren der Heiligen
Wir glauben, dass nur solche echte Gläubige sind, die bis ans Ende beharren; dass ihre beharrliche Bindung an Christus das Hauptmerkmal ist, das sie von oberflächlichen Bekennern unterscheidet, dass eine besondere Vorsehung über ihr Wohlergehen wacht und dass sie durch die Kraft Gottes bewahrt werden durch den Glauben zum Heil.
XII. Von der Harmonie des Gesetzes und des Evangeliums
Wir glauben, dass das Gesetz Gottes die ewige und unveränderliche Regel seiner moralischen Herrschaft ist; dass es heilig, gerecht und gut ist; und dass die Unfähigkeit, die die Schrift dem gefallenen Menschen zuschreibt, Gottes Vorschriften zu erfüllen, allein aus der menschlichen Liebe zur Sünde hervorgeht. Ihn davon zu erlösen und ihn durch einen Mittler zu ungeheucheltem Gehorsam zum heiligen Gesetz wiederherzustellen, ist eine Hauptabsicht des Evangeliums und der Gnadenmittel, die mit der Errichtung der sichtbaren Gemeinde verbunden sind.
XIII. Von der Gemeinde
Wir glauben, dass eine sichtbare Gemeinde Christi eine Versammlung getaufter Gläubiger ist, die im Glauben und der Gemeinschaft des Evangeliums verbunden ist, dass sie die Ordnungen Christi befolgt und nach seinen Gesetzen regiert wird; dass sie von den Gaben, Rechten und Pflichten Gebrauch macht, die ihr durch sein Wort gegeben sind; dass ihre einzigen schriftgemäßen Amtsträger die Bischöfe (Pastoren) und die Diener sind, deren Qualifikationen, Ansprüche und Pflichten in den Briefen an Timotheus und Titus definiert sind.
XIV. Von der Taufe und dem Mahl des Herrn
Wir glauben, dass die christliche Taufe durch das Untertauchen eines Gläubigen im Wasser im Namen des Vaters und des Sohnes und des Heiligen Geistes geschieht, um darin in einem feierlichen und schönen Symbol, unseren Glauben an den gekreuzigten, begrabenen und auferstandenen Heiland zu bezeugen, mit seiner Wirkung, dass wir der Sünde abgestorben sind und zu einem neuen Leben auferstanden sind; dass die christliche Taufe Voraussetzung ist für die Anbindung an die Gemeinde und die Teilnahme am Mahl des Herrn, in dem die Glieder der Gemeinde nach ernster Selbstprüfung durch den heiligen Gebrauch von Brot und Wein der sterbenden Liebe Christi gedenken.
XV. Vom christlichen Sabbat
Wir glauben, dass der erste Tag der Woche der Tag des Herrn oder der christliche Sabbat ist und für religiöse Zwecke geheiligt werden soll durch das Enthalten von aller weltlichen Arbeit und sündhafter Belustigung, durch den andächtigen Gebrauch aller Gnadenmittel im Verborgenen sowie im Öffentlichen gleichermaßen, und durch die Vorbereitung auf die Ruhe, die dem Volk Gottes noch vorhanden ist.
XVI. Von der staatlichen Regierung
Wir glauben, dass die staatliche Obrigkeit von Gott verordnet ist zum Zwecke der gesellschaftlichen Interessen und der Ordnung; dass wir für Obrigkeiten beten müssen und sie gewissenhaft zu ehren und zu befolgen haben, es sei denn in Angelegenheiten, die dem Willen unseres Herrn Jesus Christus – dem alleinigen Herrn des Gewissens und dem König der Könige – gegensätzlich sind.
XVII. Von den Gerechten und den Gottlosen
Wir glauben, dass es einen entscheidenden und wesentlichen Unterschied zwischen den Gerechten und den Gottlosen gibt; dass nur solche wahrlich gerecht vor Gott sind, die durch Glauben an den Herrn Jesus Christus gerechtfertigt und durch den Geist unseres Gottes geheiligt worden sind, wohingegen alle, die in Verstocktheit und Unglauben verharren, vor seinem Angesicht gottlos und unter dem Fluch sind; und dass dieser Unterschied unter den Menschen gleichermaßen im und nach dem Tod gilt.
XVIII. Von der kommenden Welt
Wir glauben, dass das Ende dieser Welt naht; dass Christus am Letzten Tag vom Himmel wiederkommen wird und die Toten vom Grab erwecken wird zum Jüngsten Gericht; dass die Bösen von den Gerechten geschieden werden; dass die Bösen gerichtet werden zur ewigen Pein und die Gerechten zur ewigen Freude; und dass dieses Gericht nach gerechten Prinzipien für immer den endgültigen Zustand des Menschen im Himmel oder in der Hölle bestimmt.
So nun das alles soll zergehen, wie sollt ihr denn geschickt sein mit heiligem Wandel und gottseligem Wesen, dass ihr wartet und eilet zu der Zukunft des Tages des Herrn, in welchem die Himmel vom Feuer zergehen, und die Elemente vor Hitze zerschmelzen werden. 2. Petrus 3,11f 

## DasGlaubensbekenntnis der Evangelisch Taufgesinnten (Baptisten) Gemeinden in Amerika,Großbritanien, Hamburg und Jevervon 1840

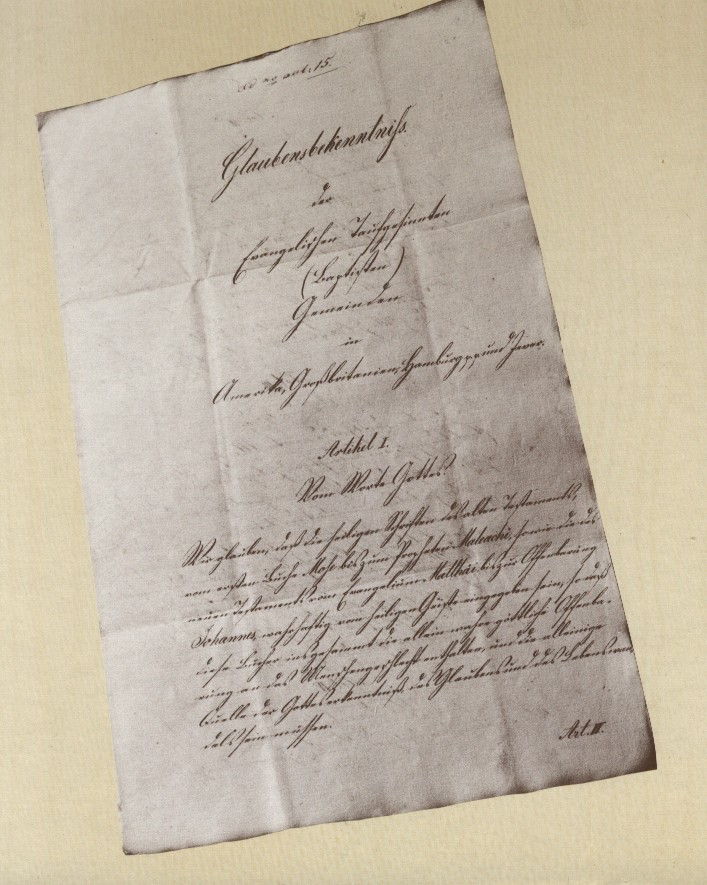
Titelseite des von Johann Ludwig Hinrichs verfassten Bekenntnisses

Das Original dieses von Johann Ludwig Hinrichs mit der Hand geschriebenen Glaubensbekenntnisses liegt im Niedersächsischen Staatsarchiv Oldenburg in Oldenburg. Eine Abschrift befindet sich im Archiv der Evangelisch-Freikirchlichen Gemeinde Jever.
Das Glaubensbekenntnis der Evangelisch Taufgesinnten war Anlage zu einem Gesuch, das die Baptistengemeinde Jever am 28. September 1840 an das Großherzogliche Consistorium zu Oldenburg richtete. Es trägt die Überschrift: "Bitte um Genehmigung der Gottesverehrung". Die ursprüngliche Orthografie wurde im folgenden Text beibehalten.
- Artikel 1 (Vom Worte Gottes): Wir glauben, daß die heiligen Schriften des alten Testaments vom ersten Buche Mose bis zum Propheten Maleachi, sowie die des neuen Testaments vom Evangelium Matthäi bis zur Offenbarung Johannes, wahrhaftig vom heiligen Geist eingegeben sein, so daß diese Bücher insgesamt die allein wahre göttliche Offenbarung an das menschengeschlecht enthalten und die alleinige Quelle der Gotterkenntniß, des Glaubens und des Lebenswandels sein müssen.

- Artikel 2 (Von Gott): Wir glauben, daß nur Ein lebendiger, wahrhaftiger und ewiger Gott sei;: der Vater, der Sohn und der heilige Geist, in ihren Naturen und Eigenschaften vollkommen, ewig, gleich und unzertrennlich. So daß der Vater wahrhaftiger, ewiger Gott, der Sohn wahrhaftiger, ewiger Gott, der heilige Geist wahrhaftiger, ewiger Gott ist, und wir doch nicht an drei Götter glauben, sondern an Einen ewigen, allmächtigen, allweisen, allwissenden, allgegenwärtigen Gott. Zu der Erkenntniß dieses Gottes kann der Mensch nur gelangen durch die göttliche Offenbarung der heiligen Schrift und den heiligen Geist.

- Artikel 3 (Von der Sünde): Wir glauben, daß Gott den ersten Menschen nach seinem eigenen Ebenbilde schuf, ein aufrichtiges, heiliges und unschuldiges Geschöpf, vermögend seinen Gott zu verherrlichen und mit ihm vereint selig zu leben. Durch List des Satans versucht sündigte der Mensch, verlor das Ebenbild seines Gottes, fiel von ihm ab und gerieth alsbald nach Leib und Seele in den Zustand des Todes. Da nun alle Menschen aus dem Samen Adams entsprossen, so sind sie alle gleichermaßen derselben gefallenen und gänzlich verderbten Natur theilhaftig geworden, so daß sie in Sünden empfangen, Kinder des Zorns sind, gänzlich untüchtig und unwürdig zu allem Guten, aber fähig und geneigt zu allem Bösen.

- Artikel 4 (Von der Erlösung): Wir glauben, daß da Gott den Menschen von den schrecklichen Folgen seines Falles nicht anders erlösen konnte, als durch eine vollgültige Befriedigung und Genugthuung seiner heiligen Gerechtigkeit, so hat er von Ewigkeit her seinen eingebornen Sohn Jesus Christus zum Sühnopfer des Sünders bestimmt. Zu der von Gott ersehenen Zeit erschien demzufolge Christus, der Sohn des lebendigen Gottes in der Gestalt des sterblichen Fleisches auf Erden und vereinigte in derselben seine ewige Gottheit mit der menschlichen Natur einer wahrhaft menschlichen Seele und einem menschlichen Leib. Da jedoch beide vollkommen rein, heilig und fleckenlos waren und bleiben, so daß nie, weder in dem Herzen Jesu noch in seinem äußeren Leben eine Sünde vorkam. Also leistete er einen thätigen Gehorsam, in dem er für uns das ganze Gesetz erfüllte, und einen leidenden, indem er seinen Leib und seine Seele als Opfer für uns darbrachte; er ward ein Fluch für uns, da er den Zorn Gottes, die Strafe für unsere Sünden, trug. Wir glauben, dass diese ewig vollgültige Erlösung des Sohnes Gottes die alleinige Ursach unserer Seligkeit ist, und daß uns aus derselben Vergebung aller unserer Sünden und Übertretungen, Rechtfertigung, eine ewige Gerechtigkeit, Erlösung vom Tode, Teufel und Hölle, und das ewige Leben zu Theil wird, so daß wir auch dadurch Macht erlangen, die Sünde zu hassen, ihr abzusterben, das Gute zu wollen und zu vollbringen. - Nachdem Christus seine Erlösung vollbracht hat, ist er auferstanden von den Todten, aufgefahren gen Himmel, hat sich gesetzt zur Rechten der Majestät in der Höhe, und uns seinen heiligen Geist gesandt, der uns willig macht, die Segnungen dieser herrlichen Erlösung im Glauben anzunehmen. Als Hoherpriester vertritt er uns beim Vater, ist bei uns alle Tage bis an der Welt Ende und wird uns endlich einführen in den Himmel, wenn er uns die Stätte bereitet hat.

## Bekenntnis der deutschen Baptisten von 1847
Verfasser dieses Dokuments sind im Wesentlichen Johann Gerhard Oncken, Julius Köbner und Gottfried Wilhelm Lehmann. Es geht auf zwei ältere Bekenntnisse zurück. Das eine wurde in Hamburg (Oncken, Köbner) auf Verlangen der dortigen Staatsbehörden 1837, das andere (Lehmann) entstand in Berlin und diente der Vorlage bei den preußischen Behörden. Während das Hamburger Glaubensbekenntnis eher calvinistisch ausgerichtet war, trug das Berliner Bekenntnis lutherische Züge".

## DieRechenschaft vom Glaubenvon 1977
Die Rechenschaft vom Glauben ist ein gemeinsames Glaubensbekenntnis der deutschsprachigen Baptisten. Der Titel dieses Bekenntnisses wird darin nicht erläutert, aber er knüpft an folgende Bibelstelle an:
„Seid allezeit bereit zur Verantwortung vor jedermann, der von euch Rechenschaft fordert über die Hoffnung, die in euch ist“ (1 Petr 3,15 )
Dieses Rechenschaft vom Glauben genannte Bekenntnis wurde in den Jahren 1974–1977 von einer internationalen, aus insgesamt acht Theologen bestehenden Kommission erarbeitet. Zu ihr gehörten je 2 Mitglieder aus dem Bund der Baptistengemeinden in Österreich, dem Bund der Baptistengemeinden in der Schweiz, dem Bund Evangelisch-Freikirchlicher Gemeinden in der DDR und dem Bund Evangelisch-Freikirchlicher Gemeinden in der Bundesrepublik Deutschland. Die aus dieser Zusammenarbeit resultierende Rechenschaft vom Glauben wurde vom Bundesrat des Bundes Evangelisch-Freikirchlicher Gemeinden in Deutschland am 21. Mai 1977 in Nürnberg und vom Bundesrat des Bundes Evangelisch-Freikirchlicher Gemeinden in der DDR am 3. Juni 1978 in Berlin-Weißensee „entgegengenommen und den Gemeinden zum Gebrauch empfohlen“. Der in den Ausgaben von 1977 bzw. 1978 nicht einheitliche Artikel „Glaube und Taufe“ (Teil 2, I. Hälfte, Artikel 3) wurde 1995 überarbeitet, so dass nun eine gemeinsame Fassung vorliegt.
Da die Baptisten als eigentliche Grundlage ihres Glaubens alleine die Bibel sehen, ist für sie ein Glaubensbekenntnis nur der Versuch, ihre derzeitigen gemeinsamen Überzeugungen zum Ausdruck zu bringen (eben eine „Rechenschaft vom Glauben“). Daher werden so vorsichtige Formulierungen wie „entgegengenommen“ und „zum Gebrauch empfohlen“ verwendet. Das Bekenntnis entfaltet die baptistische Sicht anhand des Leitbegriffes Gottesherrschaft in 3 Teilen:
1. Die Aufrichtung der Gottesherrschaft,
2. Das Leben unter der Gottesherrschaft (I. Hälfte: Die Gemeinde Jesu Christi, II. Hälfte: Der Christ in der Welt),
3. Die Vollendung der Gottesherrschaft.